# Фарибо (Минесота)
Фарибо (енгл. Faribault) град је у америчкој савезној држави Минесота.

## Демографија
По попису из 2010. године број становника је 23.352, што је 2.534 (12,2%) становника више него 2000. године.
| Група             | 2000.          | 2010.          |
| Белци             | 17.689 (85,0%) | 17.590 (75,3%) |
| Афроамериканци    | 561 (2,7%)     | 1.764 (7,6%)   |
| Азијати           | 382 (1,8%)     | 494 (2,1%)     |
| Хиспаноамериканци | 1.852 (8,9%)   | 3.026 (13,0%)  |
| Укупно            | 20.818         | 23.352         |